# Ключ 149
Ключ 149 (трад. 言 [訁 слева], упр. [讠 слева]) — ключ Канси со значением «речь»; один из 20, состоящих из семи штрихов.
В словаре Канси есть 861 символов (из 49 030), которые можно найти c этим радикалом.

## История
Древняя идеограмма схожа с рисунком «язык», черточкой указывается на то, что произносится.
Современный иероглиф используется во множестве значений, связанных с речью: «речь, язык, слова, иероглифы, речение, фраза, договоренность, условие, уговор, клятва, дебаты, выступление, описание» и др.
Это сильный ключевой знак.
В сложных иероглифах часто расположен слева в сокращенной форме 讠.

Вид в Цзягувэнь
Вид в большой печати Чжуаньшу
Вид в малой печати Чжуаньшу

В словарях находится под номером 149.

## Примеры иероглифов
| Доп. штрихи | Традиционные | Упрощенные                                                           |
| ----------- | --- | -------------------------------------------------------------------- |
| 0           | 言 訁 | 讠                                                                   |
| 2           | 䚮 䚯 䚰 訂 訃 訄 訅 訆 訇 計 | 计 订 讣 认 讥                                                       |
| 3           | 䚱 䚲 訉 訊 訋 訌 訍 討 訏 訐 訑 訒 訓 訔 訕 訖 託 記 訙 訚 | 讦 讧 讨 让 讪 讫 讬 训 议 讯 记 讱                                  |
| 4           | 䚳 䚴 䚵 䚶 䚷 䚸 䚹 䚺 䚻 䚼 䚽 䚾 䚿 䛀 䛁 䛂 䛃 䜣 訛 訜 訝 訞 訟 訠 訡 訢 訣 訤 訥 訦 訧 訨 訩 訪 訫 訬 設 訮 訯 訰 許 訲 訳                                                                | 讲 讳 讴 讵 讶 讷 许 讹 论 讻 讼 讽 设 访 诀                         |
| 5           | 䛄 䛅 䛆 䛇 䛈 䛉 䛊 䛋 䛌 䛍 䛎 䛏 䛐 䛑 䛒 䛓 訴 訵 訶 訷 訸 訹 診 註 証 訽 訾 訿 詀 詁 詂 詃 詄 詅 詆 詇 詈 詉 詊 詋 詌 詍 詎 詏 詐 詑 詒 詓 詔 評 詖 詗 詘 詙 詚 詛 詜 詝 詞 詟 詠          | 证 诂 诃 评 诅 识 诇 诈 诉 诊 诋 诌 词 诎 诏 诐 译 诒                |
| 6           | 䛔 䛕 䛖 䛗 䛘 䛙 䛚 䛛 䛜 䜤 詡 詢 詣 詤 詥 試 詧 詨 詩 詪 詫 詬 詭 詮 詯 詰 話 該 詳 詴 詵 詶 詷 詸 詹 詺 詻 詼 詽 詾 詿 誀 誁 誂 誃 誄 誅 誆 誇 誈 誉 誊                                     | 诓 诔 试 诖 诗 诘 诙 诚 诛 诜 话 诞 诟 诠 诡 询 诣 诤 该 详 诧 诨 诩 |
| 7           | 䛝 䛞 䛟 䛠 䛡 䛢 䛣 䛤 䛥 䛦 䛧 䛨 誋 誌 認 誎 誏 誐 誑 誒 誓 誔 誕 誖 誗 誘 誙 誚 誛 誜 誝 語 誟 誠 誡 誢 誣 誤 誥 誦 誧 誨 誩 說 誫 説 読 誮 說 說                                           | 诪 诫 诬 语 诮 误 诰 诱 诲 诳 说 诵 诶                               |
| 8           | 䛩 䛪 䛫 䛬 䛭 䛮 䛯 䛰 䛱 䛲 䛳 䛴 䛵 䛶 䛷 䛸 䜥 誯 誰 誱 課 誳 誴 誵 誶 誷 誸 誹 誺 誻 誼 誽 誾 調 諀 諁 諂 諃 諄 諅 諆 談 諈 諉 諊 請 諌 諍 諎 諏 諐 諑 諒 諓 諔 諕 論 諗 諘 諙 諚 諩 論 諒 | 请 诸 诹 诺 读 诼 诽 课 诿 谀 谁 谂 调 谄 谅 谆 谇 谈 谉 谊          |
| 9           | 䛹 䛺 䛻 䛼 䛽 諛 諜 諝 諞 諟 諠 諡 諢 諣 諤 諥 諦 諧 諨 諪 諫 諬 諭 諮 諯 諰 諱 諲 諳 諴 諵 諶 諷 諸 諹 諺 諻 諼 諽 諾 諿 謀 謁 謂 謃 諾 諸                                                    | 谋 谌 谍 谎 谏 谐 谑 谒 谓 谔 谕 谖 谗 谘 谙 谚 谛 谜 谝 谞          |
| 10          | 䛾 䛿 䜀 䜁 䜂 䜦 䜧 謄 謅 謆 謇 謈 謉 謊 謋 謌 謍 謎 謏 謐 謑 謒 謓 謔 謕 謖 謗 謘 謙 謚 講 謜 謝 謞 謟 謠 謡 謢                                                                               | 谟 谠 谡 谢 谣 谤 谥 谦 谧                                           |
| 11          | 䜃 䜄 䜅 䜆 䜇 䜈 䜉 䜊 䜨 謣 謤 謥 謦 謧 謨 謩 謪 謫 謬 謭 謮 謯 謰 謱 謲 謳 謴 謵 謶 謷 謸 謹 謺 謻 謼 謽 謾                                                                                  | 谨 谩 谪 谫 谬                                                       |
| 12          | 䜋 䜌 䜍 䜎 䜏 䜐 䜑 謿 譀 譁 譂 譃 譄 譅 譆 譇 譈 證 譊 譋 譌 譎 譏 譐 譑 譒 譓 譔 譕 譖 譗 識 譙 譚 譛 譜                                                                                     | 谭 谮 谯 谰 谱 谲 識                                                 |
| 13          | 䜒 䜓 䜔 䜕 䜖 䜗 䜘 譍 譝 譞 譟 譠 譡 譢 譣 譤 譥 警 譧 譨 譩 譪 譫 譬 譭 譮 譯 議 譱 譲 | 谳 谴 谵                                                             |
| 14          | 䜙 䜚 䜛 䜜 䜝 䜞 譳 譴 譵 譶 護 譸 譹 譺 譻 譼 譽 |                                                                      |
| 15          | 䜟 䜠 䜡 譾 譿 讀 讁 讂 讃 讄 讅 讀 |                                                                      |
| 16          | 䜢 䜩 讆 讇 讈 讉 變 讋 讌 讍 讎 讏 讐 |                                                                      |
| 17          | 讑 讒 讓 讔 讕 讖 | 谶                                                                   |
| 18          | 讗 讘 讙 |                                                                      |
| 19          | 讚 讛 |                                                                      |
| 20          | 讜 讝 讞 |                                                                      |
| 22          | 讟 |                                                                      |

- Примечание: Ваш браузер может отображать иероглифы неправильно.